# Ẫ
Ẫ, ẫ – litera rozszerzonego alfabetu łacińskiego, powstała poprzez połączenie litery A z tyldą i cyrkumfleksem. Wykorzystywana jest w języku wietnamskim. Oznacza dźwięk [ə˧˥ˀ], tj. szwę wymawianą z tonem ngã (wznoszącym się, glottalizowanym).

## Kodowanie
| Znak                   | Ẫ                                                | Ẫ                                                | ẫ                                        | ẫ                                        |
| ---------------------- | ------------------------------------------------ | ------------------------------------------------ | ---------------------------------------- | ---------------------------------------- |
| Nazwa w Unikodzie      | Latin capital letter A with circumflex and tilde | Latin capital letter A with circumflex and tilde | Latin letter A with circumflex and tilde | Latin letter A with circumflex and tilde |
| Kodowanie              | dziesiątkowo                                     | szesnastkowo                                     | dziesiątkowo                             | szesnastkowo                             |
| Unicode                | 7850                                             | U+1EAA                                           | 7851                                     | U+1EAB                                   |
| UTF-8                  | 225 186 170                                      | e1 ba aa                                         | 225 186 171                              | e1 ba ab                                 |
| Odwołania znakowe SGML | &#7850;                                          | &#x1EAA;                                         | &#7851;                                  | &#x1EAB;                                 |